# Mont Kirigamine
Le mont Kirigamine (霧ヶ峰, Kiri-ga-mine) est un volcan de 1 925 m d'altitude situé dans la préfecture de Nagano au Japon. C'est l'une des 100 montagnes célèbres du Japon. 

## Histoire
Le mont Kirigamine est exploité depuis la Préhistoire pour son obsidienne, qui a servi à la confection d'artéfacts retrouvés dans un rayon de 200 km autour de la montagne.

## Caractéristiques
Le plus haut sommet du mont Kirigamine est le mont Kuruma sur lequel se trouve un site de radars météorologiques. La plus grande partie de la montagne est couverte d'herbe avec des buissons et des rochers épars. Les faces Sud et Est sont adaptées aux sports de glisse avec une zone d'atterrissage étroite dans le voisinage d'un parking et une énorme piste d'atterrissage d'urgence sur la face Ouest de la montagne. La face Nord est équipée de remontées mécaniques.

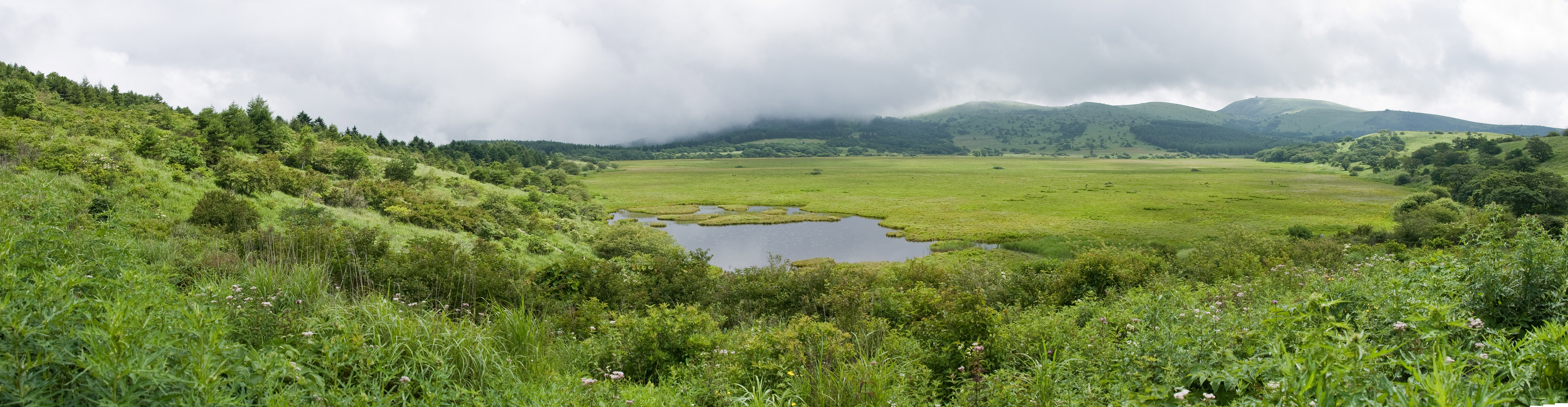
Le mont Kirigamine et le marais de Yashimagahara